# Dysdera verneaui
Dysdera verneaui là một loài nhện trong họ Dysderidae.
Loài này thuộc chi Dysdera. Dysdera verneaui được Eugène Simon miêu tả năm 1883.